# Acer neapolitanum
Acer neapolitanum é uma espécie de árvore do gênero Acer, pertencente à família Aceraceae.